# Siobhan Chamberlain
Siobhan Rebecca Chamberlain (født 15. august 1983) er en engelsk fodboldspiller, der spiller som målmand for Liverpool Ladies. Hun har tidligere spillet for Notts County Ladies, Arsenal Ladies, Chelsea, Fulham, Birmingham City og Bristol Academy og for den nordamerikanske W-League klub Vancouver Whitecaps. Hun har spillet over 40 landskampe for England siden hun fik sin debut i 2004 i en kamp mod Holland. Hun har spillet ved både VM og EM i fodbold.